# Улица Марата (Калуга)
Улица Марата — улица в исторической части Калуги, проходит от улицы Кирова до улицы Пушкина. Одна из границ парка Театра юного зрителя. Протяжённость улицы около 750 м.

## История
Прошла по восточному склону Березуйского оврага (по западному склону прошла улица Рылеева). Называлась Новомясницкой. Из примечательных строений в начале XX века на улице располагались торговые бани (у начала Березуйского оврага)
С установлением советской власти улица получила имя видного политического деятеля эпохи Великой французской революции Марата (1743—1793).

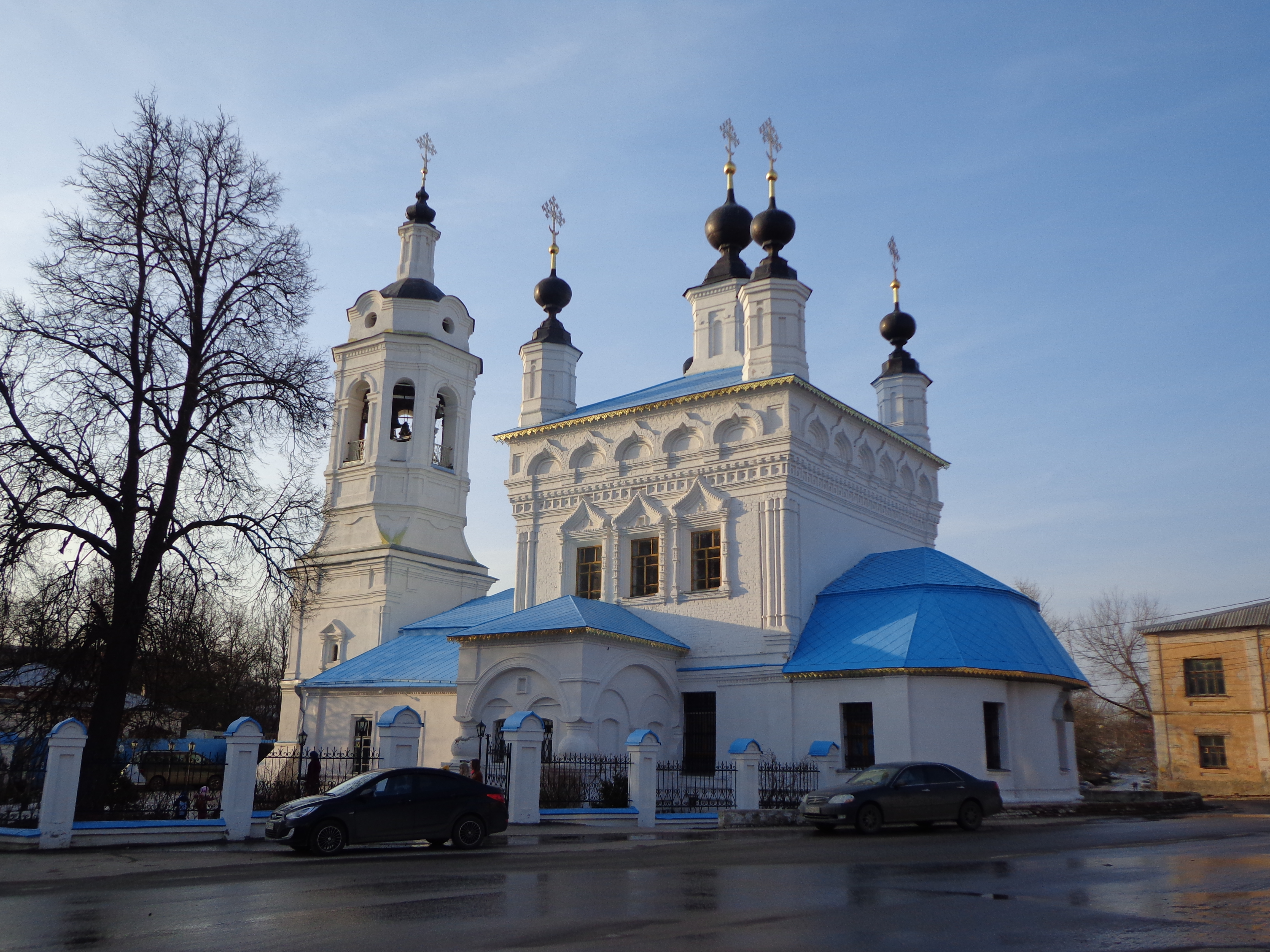
Церковь Покрова Пресвятой Богородицы «на рву»

Каменная Покровская церковь на улице была построена между 1685 и 1687 годами в замен прежней деревянной «Церкви Всемилостивейшаго Спаса да Покрова Святей Богородицы». При церкви было кладбище с захоронениями убитых в войнах с поляками. В XVIII веке Покровская церковь была перестроена, сооружена колокольня. В 1823 году вблизи церкви возведена каменная часовня. В число прихожан Покровской церкви в разное время входили многие известные в городе персоны, Городской голова И. И. Борисов, губернский архитектор И. Д. Ясныгин, члены семейства Унковских и Оболенских. В 1894 году в Покровскую церковь была перенесена чудотворная икона Петровской Божией Матери, ранее хранившаяся в семье купцов Сапожниковых, живших рядом с церковью. День перенесения (22 ноября) иконы и день Петровской иконы Божией Матери каждый год торжественно отмечались. В 1930 году Покровская церковь была закрыта и с 1935 по 1989 год использовалась под инкубатор, затем была передана Калужскому отделению Всероссийского музыкального общества. В 1960 году церковь была объявлена памятникам архитектуры республиканского значения, с 1990 года служила концертным залом. Здание возвращено Калужской епархии в 1994 году, главный алтарь был освящен 15 марта 1998 года архиепископом Климентом. За месяц перед этим при храме была открыта детская воскресная школа.

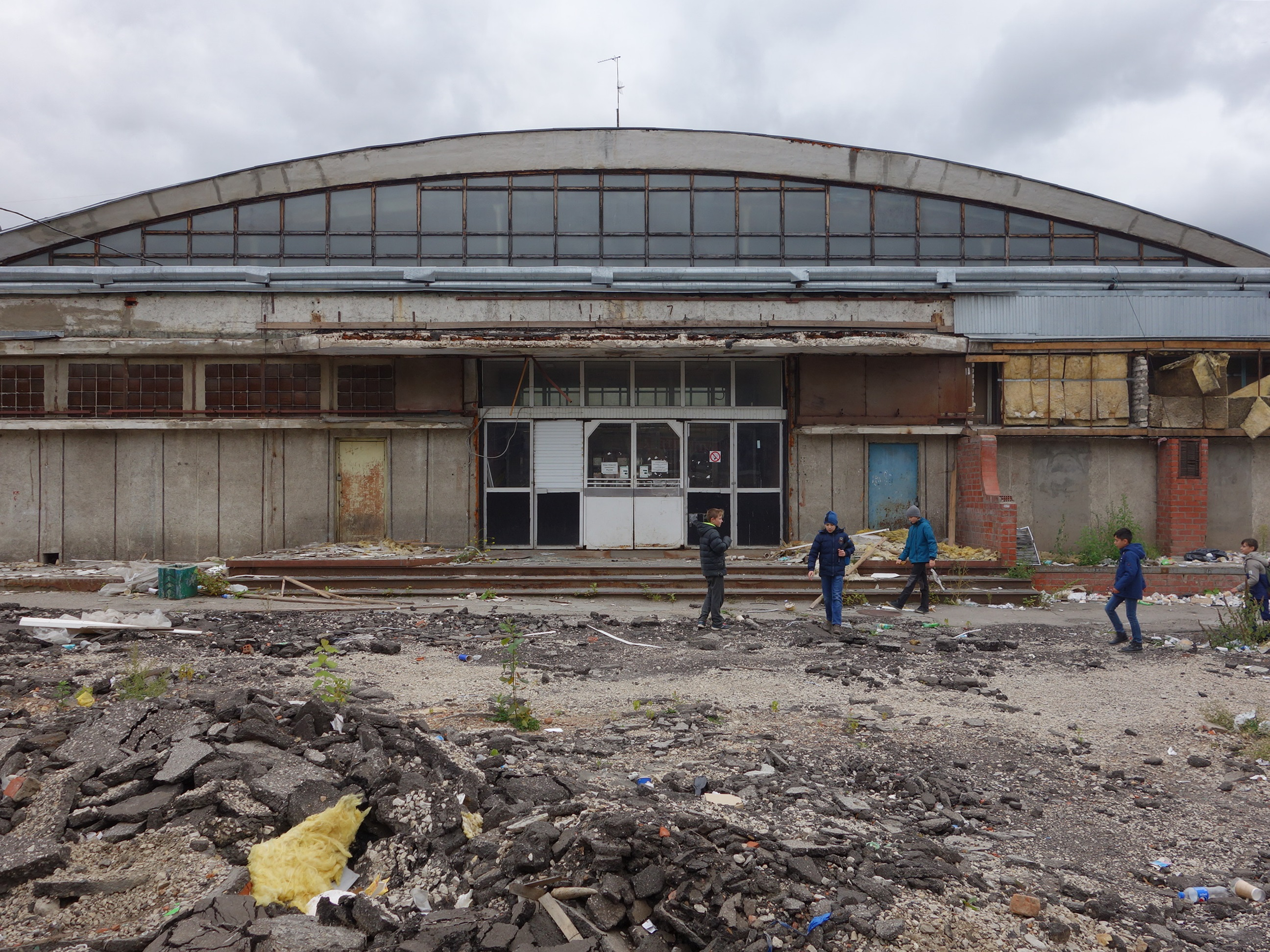
Разбор здания крытого рынка

С XVIII века на прилегающей к улице территории располагался городской рынок — главная торговая площадка города. По мнению известного калужского краеведа Дмитрия Ивановича Малинина, тут впервые появились так называемые «Мясные ряды», будучи перенесены с улицы Ильинской (ныне Кутузова).
В середине XIX века рынок перестроили согласно проекту главного архитектора калужской губернии Николая Фёдоровича Соколова. При строительстве была засыпана часть русла Березуйского оврага, что позволило поднять торговые ряды на один уровень с улицей (ранее она располагались на склонах оврага). При этом сами «Мясные ряды» занимали квартал между современными улицами Кирова — Марата — Дзержинского — Рылеева. Квартал между современными улицами Дзержинского — Марата — Достоевского — Рылеева занимал разбитый в XIX веке сквер. Именно мясные ряды дали первое название улице.
В послевоенные годы рынок продолжил свою работу. В 1976 году для торговли было возведено новое здание крытого рынка на 600 мест. Для строительства был выбран типовой проект, разработанный за 14 лет до этого группа архитекторов под руководством Нодара Канчели (ранее по этому проекту был построен Черёмушкинский рынок в Москве). Эксперты ставят парусный свод здания такого рынка в один ряд с постройками мировых звёзд архитектуры — Альваро Сиза и Оскара Нимейера. В 2016 году городские власти приняли решение снести рынок с переводом основной торговли в другую часть города, но после многочисленных протестов историческое здание было решено оставить на прежнем месте. 7 ноября 2017 года на территории открытой части рынка был открыт городской парк. Здание крытого рынка планировалось реконструировать и использовать как детский культурно-развлекательный и образовательный центр. Однако в середине 2021 года здание было полностью снесено для строительства Театра юного зрителя. 2 июня 2025 года новое здание театра было торжественно открыто.
В 1971 году было снесено историческое здание бывшей библиотеки и читальни Шевырёвых и в 1971—1972 гг. на его месте было построено здание, в котором размещаются редакции областных газет.
К 650-летию города в Парке Театра юного зрителя установили новый фонтан. Разрабатываются планы регулирования уличного движения по району улицы

## Достопримечательности
д. 1 — Мурал Циолковского
д. 2 — Калужский областной театр юного зрителя
д. 4 — Церковь Покрова Пресвятой Богородицы «на рву»
д. 10 — Место дома, в котором в 1869—1874 гг. размещалась библиотека и кабинет чтения сестёр Шевыревых. На фасаде вновь возведённого на этом месте Дома печати размещён барельеф с уникальной мозаикой из стеклянных пластин гармонично подобранных тонов, она включает летящий через Оку искусственный спутник Земли, символизирующий знания горящий факел, освещенные огнём рукописи, серп и молот под звездой, над — стилизованное алое сердце (автор Нина Юрьева).
Дом И. И. Борисова

## Известные жители
д. 8 — Лион, Соломон Ефремович

## Улица в кинематографе
В районе улицы был снят ряд эпизодов фильма «Чужие письма»